# Equal Saree
És una creació de tres dones: Helena Cardona Tamayo (arquitecta), Julia Goula Mejón (arquitecta) i Dafne Saldaña Blasco (doctora en estudis de gènere), tot i que la participació està oberta a més dones que vulguin donar un cop de mà en els diferents projectes de la comunitat així com: Alicia Lugan, Raquel Marcos, Trilce Fortuna, Maite Gabilondo, Giulia Condulmari...

## Manifest de disseny urbanista feminista
- Ciutats diverses: on no existeixi la desigualtat de gènere, la condició social, l'origen de procedència, ètnia, estat de salut, orientació sexual o edat, entre d'altres.
- Ciutats de cura: que suportin les tasques de cura en l'àmbit públic per visibilitzar-les, valoritzar-les i col·lectivitzar la responsabilitat.
- Ciutats sostenibles: que respectin el medi ambient, els entorns, les comunitats dels habitants des d'una perspectiva ambiental però també econòmica i social.

És a dir, generar un espai que tingui en compte en diferents aspectes la inclusivitat.
Possen en el centre del disseny als futurs usuaris dels espais dels seus projectes, això permet donar una visió més participativa i innovadora del que estem acostumats. Treballen a nivell local i internacional a nivell arquitectònic i urbà.

## Serveis
- Espais urbans: Es proposa un model de cuitat ecofeminista, inclusiva, sostenible a totes les escales, barri, plaça i carrers, equipaments i vivendes. Les intervencions segueixen uns criteris de sostenibilitat social, ambiental i econòmica i es basen en la proximitat, la compacitat, l'optimització dels recursos i el aprofitament de les preexistències.
- Participació: La clau feminista permet posar en el centre de les decisions les realitats quotidianes de persones diverses, tenir en compte les seves necessitats i les seves expectatives, garantint la pluralitat de vous en el debat. Mitjançant la participació una comunitat millora el seu entorn i les seves relacions.
- Espais educatius: L'educació es ornamental per transmet missatges que integrem de manera inconscient des de l'infància i poden fomentar relacions desigualitàries o jeràrquiques o, al contrari, contribuir a una societat més justa. Per això, es important garantir que els espais d'aprenentatge estan dissenyats seguint criteris ecofeministes.
- Formació: Promoure la reflexió crítica sobre els usos, la configuració, la gestió i les percepcions dels espais que habitem es el primer paso fins uns pobles i ciutats més igualitaries i sostenibles. A través de les formacions estimulen la toma de consciència, treballen per reformular teòricament i conceptualment i es donen eines practiqués i metodològiques per implementar canvis a nivell personal, professional i polític.
- Consultoria: Es tracta d'una anàlisi dels espais amb perspectiva de gènere i interseccional que permet entendre les experiències de totes les persones, amb tota la diversitat i complexitat que això implica. Per poder planificar actuacions més equitatives i eficients, se estudien les realitats quotidianes de la població i com els espais urbans poden donar una resposta a les necessitats detectades.[3]